# Sporočanje
Sporóčanje je v jezikoslovju tvorjenje in sprejemanje sporočil. Vsako besedilo (pisno ali slušno) mora nekdo izoblikovati (tvorec) in vsako besedilo je nekomu namenjeno (naslovnik).

## Tvorec besedila
Tvorec mora oblikovano stvarnost svoje zavesti (in podzavesti) ubesediti, tj. besedilu mora dati ali slušno ali pisno izrazno 
podobo (ni pa nujno, da to besedilo tudi takoj odpošlje naslovniku – prvi naslovnik je že on sam). Če hoče konkretni tvorec tvoriti dobro besedilo, mora dobro poznati stvarnost, ki jo ubeseduje, jezik, v katerem sporoča, pisni ali slušni prenosnik, vrste besedil, naslovnika in tudi sebe kot tvorca.

## Prenosnik besedila
Prenosnik besedila so zračni valovi, če govorimo, ali svetlobni valovi, če je besedilo napisano. Prenosnik besedila je s tem ena temeljnih razlik med govorjenim in zapisanim besedilom.
Za večino govornih položajev, v katerih sprejemamo govorjeno besedilo, je značilno, da je naslovnik (poslušalec) neposredno prisoten, vendar se besedila v določenih govornih položajih prenašajo posredno, prek medijev. Tako je lahko govorjeno sporazumevanje neposredno (poslušalec je navzoč) ali posredno. Govorjeno (slušno) besedilo je lahko vnaprej pripravljeno (tvorec ga naslovniku bere) ali pa prosto govorjeno.

## Besedilo
Besedilo je osnovna oblika sporazumevanja. Besedilo je lahko že enostavčna poved (npr. Na pomoč!), večinoma pa so besedila sestavljena iz več eno- in večstavčnih povedi, ki so v soodvisnosti in pomembno je njihovo zaporedje. Zaporedje povedi v nekem besedilu imenujemo sledje (sekvenca).
Besedila so glede na način razvijanja teme:
- obveščevalna (sporočevalec obvešča naslovnika, javno ali zasebno; npr. javni napis, urnik, vozni red)
- opisovalna (tvorec navaja lastnosti, sestavo, delovanje ipd. bitja, predmeta, kraja ...; npr. opis, oris, recept)
- pripovedovalna (tvorec predstavlja doživljanje neke stvarnosti ali dogodek; npr. poročilo, reportaža, pripoved)
- razlagalna (tvorec sporoča vzročno-posledična razmerja; npr. razlaga snovi)
- utemeljevalna (tvorec besedila kaj pojasnjuje, zagovarja ali dokazuje; npr. definicija)

Tvorec lahko stvarnost ubesedi na oseben ali neoseben način.